# Jean-Philippe Bonrepaux
Pour les articles homonymes, voir Bonrepaux.

a Compétitions nationales et continentales officielles uniquement.

Dernière mise à jour le 9 janvier 2017.
Jean-Philippe Bonrepaux (né le 7 décembre 1978 à Toulouse) est un joueur français de rugby à XV. Il joue au poste de talonneur (1,74 m pour 99 kg).

## Biographie
Après sa carrière de joueur, il devient préparateur physique. En 2018, il intègre l'équipe des préparateurs physiques de l'Aviron bayonnais dirigée par Ludovic Lousteau.

## Carrière

### Clubs successifs
- Stade toulousain
- 2000-2001 : Section paloise
- 2001-2002 :  US Dax
- 2002-2003 : Tarbes pyrénées rugby
- 2003-2004 : CS Bourgoin-Jallieu
- 2004-2007 : AS Béziers
- 2007-2011 : CA Brive
- 2011-2016 : Lyon OU

## Palmarès
- vainqueur du challenge Gaudermen : 1995
- Champion de France Crabos en 1997 avec le Stade toulousain.
- Champion de France de Pro D2 : 2014